# Der Bettelstudent
Der Bettelstudent ist eine Operette in drei Akten von Carl Millöcker. Das Libretto verfassten gemeinsam F. Zell und Richard Genée. Es basiert auf dem Stück Les Noces de Fernande (Fernandos Hochzeit) von Victorien Sardou (Musik: Louis Deffès, Théâtre de l’Opéra-Comique Salle Favart, 19. November 1878) und weiteren Motiven aus Edward Bulwer-Lyttons fünfaktigem „romantischen Melodrama“ The Lady of Lyons; or, Love and Pride (erstmals aufgeführt am Londoner Covent Garden Theater am 15. Februar 1838). Die Uraufführung von Millöckers Operette fand am 6. Dezember 1882 im Theater an der Wien statt.

## Orchester
Zwei Flöten, zwei Oboen, zwei Klarinetten, zwei Fagotte, vier Hörner, zwei Trompeten, drei Posaunen, großes Schlagwerk und Streicher. Für die Bühnenmusik werden Musikanten gebraucht, die eine Stadtkapelle spielen.

## Handlung

### Ort und Zeit
Die Operette spielt im Jahr 1704 in Krakau. Damals war August der Starke zugleich Kurfürst von Sachsen und König von Polen.

### Erster Akt
Gefängnishof
Im Kerker der Zitadelle von Krakau sind viele Polen inhaftiert, die gegen die sächsische Herrschaft aufbegehrt haben. Eine Gruppe Frauen fleht den Gefängniswärter Enterich an, ihre Männer besuchen zu dürfen. Nachdem Enterich die mitgebrachten Speisen und Getränke konfisziert hat, lässt er ein paar Gefangene zu ihren Frauen in den Hof. Das Wiedersehen wird jedoch abrupt beendet, als der aufgeblasene Gouverneur, Oberst Ollendorf, mit ein paar Offizieren eintrifft. Ollendorf kocht vor Wut, weil ihn am Vortag bei einem Ball die polnische Komtesse Laura vor allen Leuten mit dem Fächer ins Gesicht schlug. Dabei hatte er die junge Schöne ja nur auf die Schulter geküsst. Jetzt will er sich für dieses Verhalten rächen. Aus einem abgefangenen Brief von Lauras Mutter, der Gräfin Nowalska, weiß er, dass für sie nur ein polnischer Fürst als Schwiegersohn in Frage kommt. Ollendorf beabsichtigt daher, die Gräfin und ihre Tochter vor der Krakauer Gesellschaft zu blamieren. Dazu braucht er zwei Gefangene. Einer sollte überzeugend einen polnischen Fürsten spielen können und der andere dessen Sekretär.
Enterich führt seinem Chef die beiden befreundeten Studenten Symon Rymanowicz und Jan Janicki vor. Ollendorf verspricht ihnen die Freiheit und eine zusätzliche Belohnung in Geld, wenn sie die ihnen zugedachten Rollen spielten. Beide sind einverstanden.
Verwandlung – Platz in Krakau
Bei der Krakauer Frühjahrsmesse herrscht eine ausgelassene Stimmung. Auch Oberst Ollendorf ist mit seinen Offizieren da. „Zufällig“ trifft das Grüppchen auf die Gräfin Nowalska und ihre beiden Töchter. Ollendorf verwickelt die Damen in ein Gespräch und bemerkt so ganz nebenbei, ein gut begüterter polnischer Fürst namens Wybicki sei in Krakau eingetroffen, wo er sich nach einer Braut umschauen wolle. Damit hat der Oberst sofort die Neugier der Gräfin geweckt. Wenige Minuten später macht er die Damen mit dem vermeintlichen Fürsten und dessen Sekretär bekannt. Für Laura und Symon ist es Liebe auf den ersten Blick, und Lauras Schwester Bronislawa fühlt sich zu Jan Janicki hingezogen, obwohl dieser nicht von Adel ist. Im Geiste sieht sich die Gräfin schon als Schwiegermutter eines reichen Fürsten, mit dessen Hilfe sie ihre angeschlagenen Finanzen sanieren kann. Als bald darauf die beiden Paare ihre Verlobungen bekannt geben, schwelgt die Gräfin im Glück.

### Zweiter Akt
Saal im Palast der Gräfin Nowalska
Heute soll eine Doppelhochzeit gefeiert werden. Symon wird von Gewissensbissen geplagt. Er liebt seine Verlobte aufrichtig und macht sich Gedanken darüber, wie er sie am besten mit der Wahrheit konfrontieren könne. Ihr offen ins Gesicht zu sagen, dass er nur ein Bettelstudent sei, wagt er nicht. Er entschließt sich aber, ihr schriftlich die Wahrheit zu gestehen. Der Brief wird geschrieben und auf den Weg gebracht.
Allmählich treffen die Hochzeitsgäste ein. Alles, was in Krakau Rang und Namen hat, will das Ereignis nicht verpassen. Nach der Trauungszeremonie finden sich aber noch viele ungebetene Gäste ein: Enterich kommt mit den in Lumpen gekleideten Gefangenen und begrüßt mit ihnen den Bräutigam, einen „Bettelstudenten“. Laura und ihre Mutter echauffieren sich, der Skandal ist perfekt. Symon war der Auffassung, seine Braut habe gewusst, wer er sei und fragt sie, ob sie seinen Brief denn nicht gelesen habe. Da gesteht Ollendorf, dass dieser ihm zugespielt worden sei und seine Empfängerin nie erreicht habe. Während sich der Oberst in Schadenfreude suhlt, bringt Enterich die Häftlinge – außer Symon und Jan – in den Kerker zurück. Der „Bettelstudent“ wird des Hauses verwiesen.

### Dritter Akt
Im Schlossgarten
Symon fühlt sich vogelfrei und zöge am liebsten weit weg, dorthin, wo ihn keiner kennt. Jan versucht, ihn zum Bleiben zu bewegen, weil er ihn für seine patriotischen Pläne noch brauche. Er gibt jetzt unter dem Siegel der Verschwiegenheit seine wahre Identität preis: Er sei kein Student, sondern Graf Opalinski. Seine geheime Mission sei, eine Verschwörung gegen die Besatzer vorzubereiten. Ihm fehlten nur noch 200.000 Taler, um den italienischen Kommandanten der Krakauer Zitadelle bestechen zu können. Für diese Summe sei dieser geneigt, sich mit den Rebellen einzulassen.
Inzwischen ist Ollendorf zugetragen worden, wer Jan Janicki in Wirklichkeit ist und was er vorhat. Vom König hat er den Befehl erhalten, ihn mit 200.000 Talern zu bestechen, damit er den Aufenthalt des polnischen Herzogs Kasimir verrate, um den Anführer der Aufständischen endlich dingfest machen zu können. Der vermeintliche Student geht zum Schein darauf ein, kassiert die Belohnung und behauptet (mit dessen Einverständnis), sein Freund Symon sei der gesuchte Herzog. Symon wird verhaftet und abgeführt.
Laura ist inzwischen bewusst geworden, dass sie Symon aufrichtig liebt. Als sie hört, dass er hingerichtet werden soll, fleht sie um sein Leben. Plötzlich ertönen Kanonenschüsse. Nun wird allen klar, dass die Revolte der Polen gelungen ist. Die Krakauer Zitadelle ist wieder in ihrer Hand. Ollendorf und seine Offiziere werden entwaffnet und gefangen genommen. Symon wird vom neuen König Stanislaus Leszczynski zum Dank für seinen patriotischen Einsatz in den Adelsstand erhoben und erhält die Grafenwürde. Nun steht einer Vermählung mit der polnischen Komtesse nichts mehr im Wege. Auch Lauras Schwester geht nicht leer aus, wird sie sich doch in Bälde mit dem Titel Gräfin Opalinski schmücken dürfen.

## Musik-Nummern

### Im ersten Akt
- Ach, unsre Lieben sperrte man ein: Introduktion – Chor
- Und da soll man noch galant sein – Ach ich hab’ sie ja nur auf die Schulter geküsst: Ollendorf
- Die Welt hat das genialste Streben
- Juchheißa, hurra! Die Messe beginnt
- Einkäufe machen sollten wir eigentlich
- Das ist der Fürst Wybicki
- Bravo! Bravo! Es geht ganz famos
- Ich knüpfte manche zarte Bande
- Du bist die Seine? – Höchste Lust und tiefstes Leid – Bei solchem Feste

### Im zweiten Akt

Karikatur im Satireblatt Kikeriki auf den Erfolg des Bettelstudenten kurz nach dessen Uraufführung

- Einen Mann hat sie (hab’ ich) gefunden
- Durch diesen Kuss sei unser Bund geweiht!
- Soll ich reden, darf ich schweigen? – Ich setz’ den Fall
- Glückliche Braut! Dir strahlet hell das Leben
- Mit Geld and guten Worten
- Klinget, Feierglocken, klinget!
- Trinkt uns zu, trinkt uns zu
- Tempo di Mazur (Tanz)
- Heidahi, heidaha! Sind wer och nich invidiert...
- Ach, ich hab’ sie ja nur auf die Schulter geküsst

### Im dritten Akt
- Lumpen, Bagage, Bettelstudent!
- Der Fürst soll nur ein Bettler sein
- Ich hab’ kein Geld, bin vogelfrei
- Still, man kommt! – Dort steht der Patron!
- Die halbe Stunde ist vorbei
- Jetzt lach’ ich jeglicher Gefahr
- Befreit das Land! Geknüpft das Band!

## Verfilmungen
- Der Bettelstudent (1927), deutscher Stummfilm von Jakob Fleck und Luise Fleck mit Harry Liedtke, Agnes von Esterhazy und Maria Paudler in den Hauptrollen.
- Unter der Regie von Georg Jacoby wurde Der Bettelstudent 1936 mit Johannes Heesters, Carola Höhn und Marika Rökk in den Hauptrollen verfilmt. Der Wiener Komponist Alois Melichar hat Millöckers Musik für diesen Film stark bearbeitet. Das Lexikon des internationalen Films kommt zu folgendem Resümee: „Gelungene, gut ausgestattete Verfilmung von Carl Millöckers romantisch-heiterer Operette.“
- Eine weitere aufwändige Verfilmung folgte 1956 durch den Regisseur Werner Jacobs nach einem Drehbuch von Fritz Böttger unter dem Titel Der Bettelstudent mit den Schauspielern Gerhard Riedmann, Waltraut Haas, Elma Karlowa, Gunther Philipp, Gustav Knuth, Karl Lieffen und Fita Benkhoff unter Mitwirkung der Kessler-Zwillinge. Die Handlung dieser Musikkomödie blieb die gleiche wie bei der Operettenvorlage, es wurden lediglich einige Musikstücke ausgelassen. Die Musik selbst erklang in der Fassung von Bruno Uher. Laut Lexikon des internationalen Films handelt es sich um eine „vergröberte, auch musikalisch wenig ansprechende Film-Neufassung.“
- Eine dritte Verfilmung steuerte die Babelsberger DEFA 1957 unter dem Titel Mazurka der Liebe bei, die der westdeutsche Regisseur Hans Müller bei der ostdeutschen staatlichen Filmfirma inszenierte. Auch in dieser Verfilmung konnte man Millöckers Musik nur in einer bearbeiteten Fassung hören, nämlich von Gerd Natschinski. Das Lexikon des internationalen Films urteilt: „Die originale Geschichte vom geohrfeigten sächsischen Obristen und der mit einem „Bettelstudenten“ verheirateten polnischen Gräfin wurde für diesen DEFA-Film an verschiedenen Stellen verändert. Die wenig einfallsreiche Inszenierung hat den Schwerpunkt auf Ausstattung, bunte Massenszenen und schwungvolle Tänze gelegt.“
- Eine weitere Fernsehinszenierung der Operette von Millöcker. BRD / Polen 1980. Regie: Frank de Quell. Schauspieler u. a. Ivan Rebroff als Oberst Ollendorf, Ursula Walczak als Palmatica und Danuta Paziukowna als Laura.